# 顕彰
顕彰（けんしょう）とは、個人の著名でない功績や善行などをたたえて広く世間に知らしめることをいう。類似する概念に表彰・褒彰などがある。

## 顕彰と表彰の相違
顕彰の概念は個人の功績や善行を讃えるという点において多くを表彰と類似しており、一般的には同様の意味として用いられることも多い。日本の表彰制度においても表彰の一環として顕彰がなされており、政府でも内閣総理大臣顕彰をはじめとする中央官庁の主務大臣による大臣顕彰などがあるが、これらの顕彰はその他の大臣表彰と実質的に同義であるといってよい。
顕彰と表彰の相違点としては、傾向として故人の偉勲・遺功などを後世に伝えるなど、殉職した公務員や物故者を対象に用いる例が多いため、やや表彰よりも重い意味合いとして用いられることもある。特に国や地方公共団体による顕彰として多いのは殉職した軍人（日本では自衛官）、警察官、消防吏員、消防団員等の遺功を労（）うため、二階級特進し叙位の他、死亡叙勲や褒章、顕彰状、その他の顕彰記章等の贈呈や遺族への追賞・補償を行っており、また、群馬県名誉県民などのように、政府や都道府県や市町村が死後に名誉称号を追贈することも代表的な事例と言える。
また、表彰と顕彰ともにその栄誉を讃えた人物・団体の功績を永く歴史や記録に留めるという点では同じであるが、相違としていえるのが表彰は実質的に、表彰式を開催して受彰者に表彰状・感謝状の授与・贈呈をするという一時的な行為であるのに対して、顕彰活動は顕彰する人物の功績や善行、足跡を喧伝し続けるものあることが多く、持続的に行われるという点にある。
加えて、表彰が国際機構や国家、地方公共団体その他の公共機関、公益法人、企業など一定の権威性と社会的影響力を有する主体により行われることが多いのに対して、顕彰はそれらの権威に限らず、一般市民の間でも広く行われる行為であるというのが大きな相違点といえる。こうしたことから、表彰が一定の公的性格や公益性を担保している例が多いのに対し、顕彰は必ずしも公的性格や公益性によらない行為であるといえる。
例えば、市民などが国や行政の指示によらず、自主的に世界、或いは国や社会、地域の発展に功績を残した歴史的な人物や功労者の功績を讃え、社会に広め末永く語り継ぐ活動を展開するために顕彰会を設立する例や、その人物や功労者を顕彰するための顕彰館や顕彰塔、顕彰碑、顕彰像などを建立する例もある。
こうした市民による顕彰は、ときに主観的で公共の価値観と乖離する恐れがないわけではない。しかし、国や地方公共団体等、行政による栄典制度や表彰制度において必ずしも評価されてこなかった隠れた功労者を労う意味でも、こうした顕彰は表彰と並んで意義深いものとしてとらえることができる。同時に、日本においては特にその傾向があるが、功労のある人物が栄典なり表彰の栄誉に浴することを潔しとしない場合、いたずらに表彰することはかえってその個人の心情や功績に水を注す場合もある。そのような場合、公的な権威性を有する表彰を行うのではなく、個人の陰徳即ち隠された功績として語り継ぐ方が自他ともによい場合もある。こうした個人の隠された事績を語り継ぐことも顕彰の一環といえる。その意味で、顕彰は表彰では報いきれない、人間の心情に沿いきれない側面を補う意味もある。

## 国家と顕彰
なお、戦争犠牲者の顕彰は世界的にも広く行われるものである。日本の場合、靖国神社がそれにあたる。靖国神社は陸軍省・海軍省により戦争犠牲者を慰霊・顕彰する目的で建立された。戦前の国家神道の教義においては（当時は「国家神道」という固有の概念がなく、神道は宗教でないとの立場から教義という認識も持っていなかったが）「顕彰」は「英霊」・「聖戦」の概念とともに、それぞれ重複する意味を持ちながらも核心的な要素の一つであった。その施設として靖国神社や護国神社、忠魂碑・忠霊塔などが造られ、国民がこれらを崇敬することは一般道徳の範疇とされた。逆にこのため、顕彰施設への参拝や遥拝が特別に義務付けられることはなかった。

## 行政運営による顕彰団体・顕彰事業
- 青葉の笛保存顕彰会（福井県大野郡和泉村）
- 飯島氏顕彰会（長野県飯島町）
- 高峰譲吉博士顕彰会（石川県金沢市）
- 中山義秀顕彰会（福島県白河市）
- 南方熊楠顕彰会（和歌山県田辺市）
- ふるさとの先覚者顕彰会（兵庫県播磨市）

## 商工会議所等による顕彰団体
- 野口遵顕彰会（宮崎県商工会議所）

## 主な顕彰団体・顕彰事業（主に法人化しているもの）
- 特攻隊戦没者慰霊顕彰会
- 財団法人浅川町吉田富三顕彰会
- 財団法人茨城県郷土文化顕彰会
- 財団法人小堀遠州顕彰会
- 財団法人西郷南洲顕彰会
- 齋藤憲三顕彰会
- 財団法人太宰府顕彰会
- 財団法人日本殉職船員顕彰会
- 財団法人霊山顕彰会
- 社団法人江原素六先生顕彰会
- 社団法人紫式部顕彰会[リンク切れ]
- 靖国神社崇敬奉賛会
- 日本赤十字社

## 顕彰施設
- 柳田國男・松岡家顕彰会記念館
- 靖国神社
- 護国神社
- 忠魂碑
- 忠霊塔 - 大日本忠霊顕彰会